# Parc naturel régional du Golfe du Morbihan
Park ar Mor Bihan
Le parc naturel régional du Golfe du Morbihan, en breton park ar Mor Bihan, est un parc naturel régional français, créé le 2 octobre 2014, centré sur le golfe du Morbihan et situé dans le département du Morbihan, en région Bretagnepour une superficie de 64 200 hectares.

## Géographie

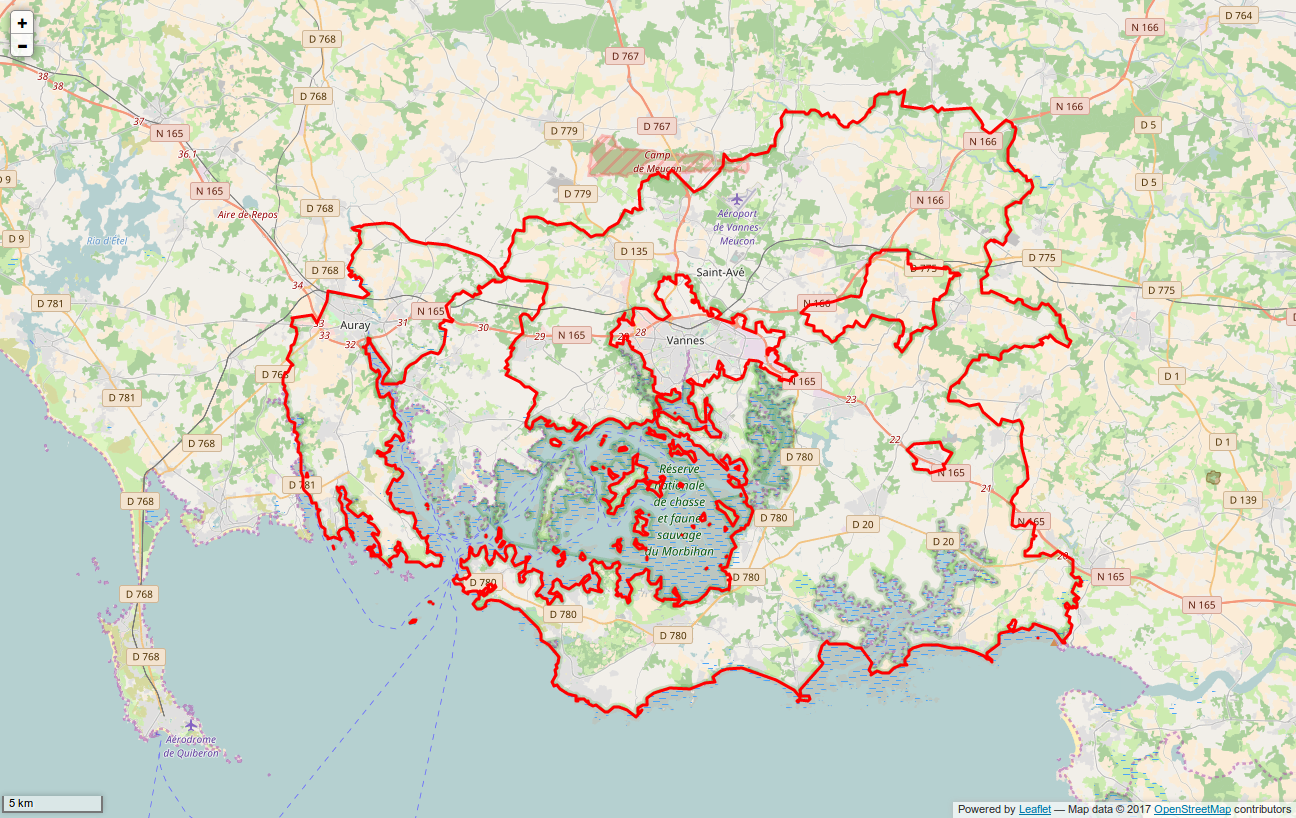
Périmètre du PNR en 2014.
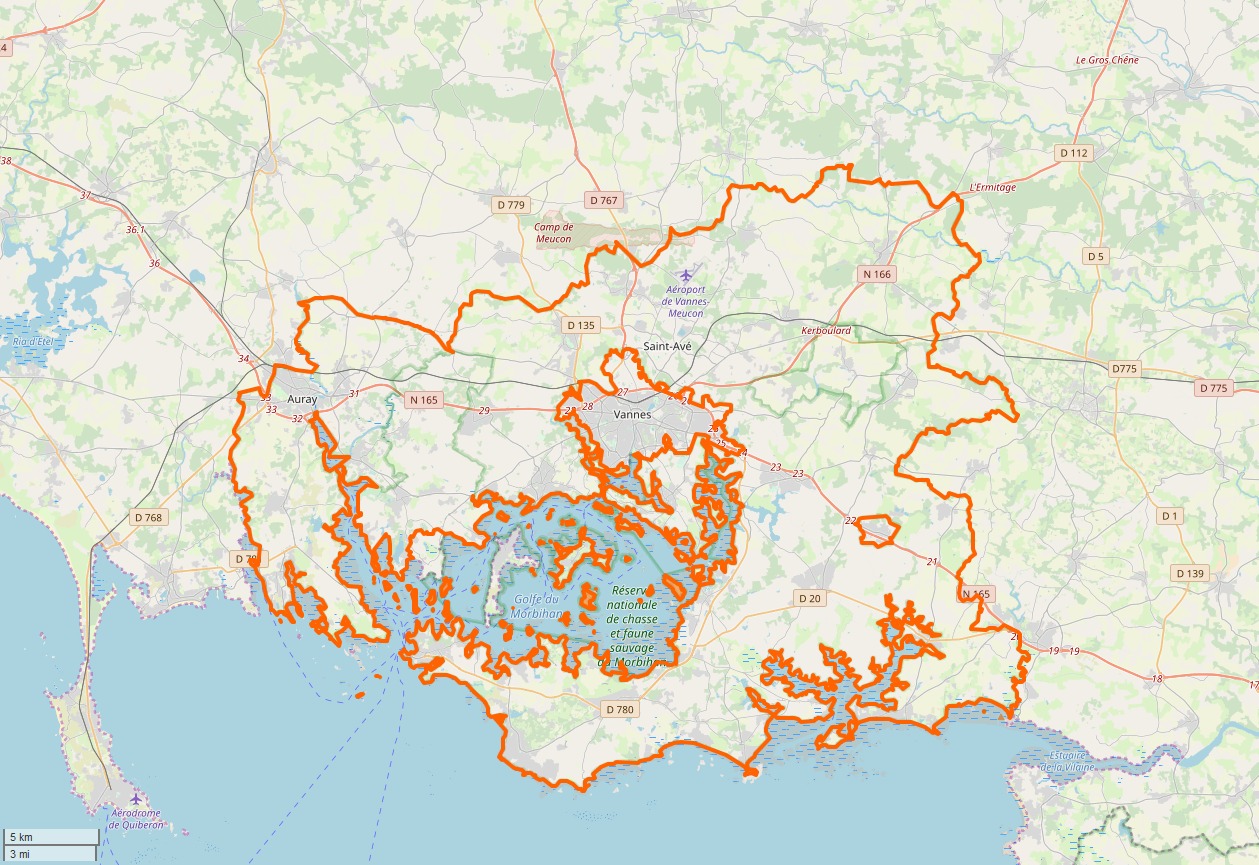
Périmètre du PNR au 1er janvier 2019.
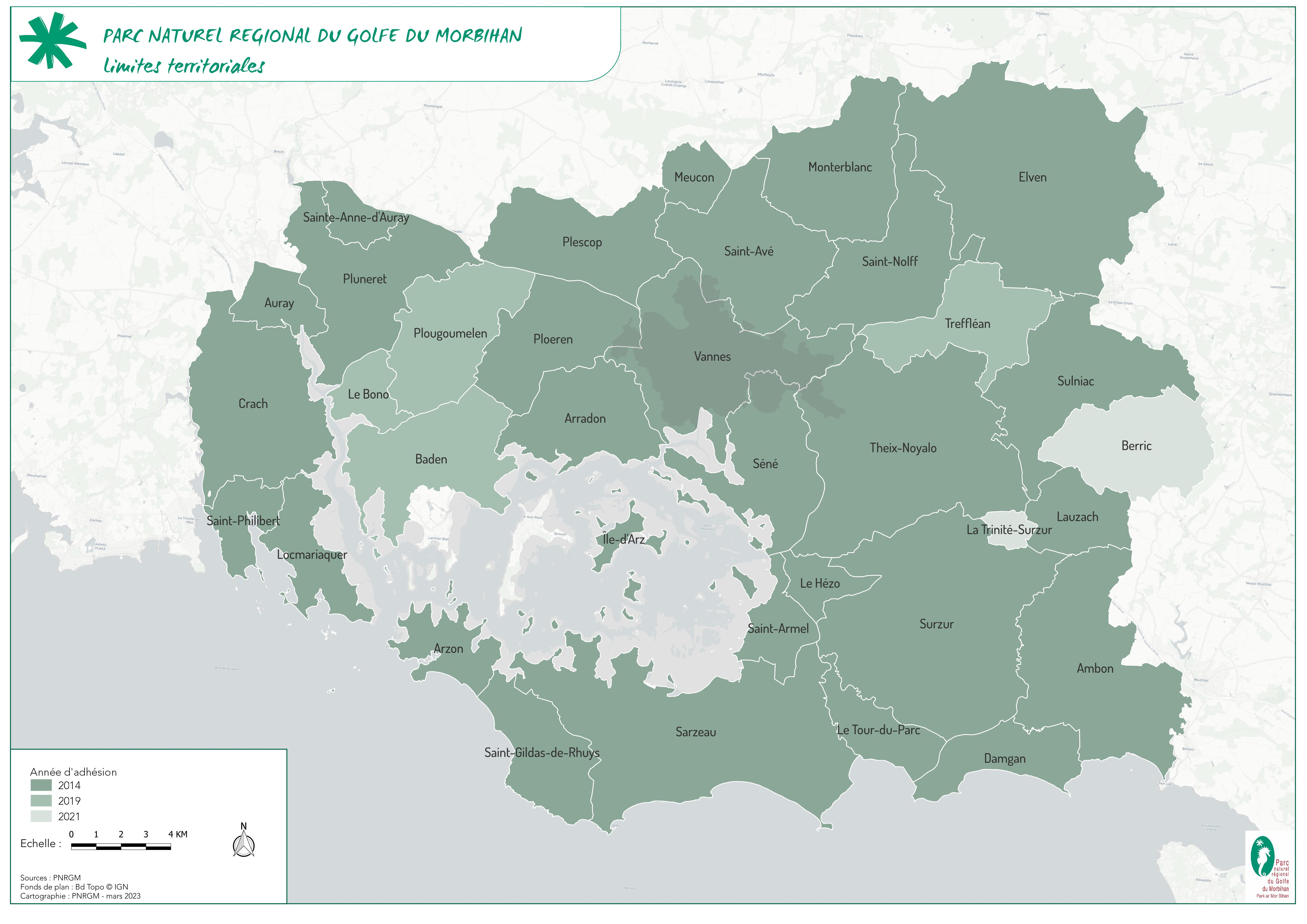
Carte des communes adhérentes au parc naturel en 2023.

30 communes adhèrent à la charte du parc naturel (par ordre alphabétique, les communes partiellement classées apparaissent en italique) en 2014 :
1. Ambon ;
2. Arradon ;
3. Arzon ;
4. Auray ;
5. Crach ;
6. Damgan ;
7. Elven ;
8. Île-d'Arz ;
9. Lauzach ;
10. Le Hézo ;
11. Locmariaquer ;
12. Meucon ;
13. Monterblanc ;
14. Plescop ;
15. Ploeren ;
16. Pluneret ;
17. Saint-Armel ;
18. Saint-Avé ;
19. Saint-Gildas-de-Rhuys ;
20. Saint-Nolff ;
21. Saint-Philibert ;
22. Sainte-Anne-d'Auray ;
23. Sarzeau ;
24. Séné ;
25. Sulniac ;
26. Surzur ;
27. Theix-Noyalo ;
28. Le Tour-du-Parc ;
29. Vannes.

Le nombre de communes adhérentes est mécaniquement passé de 30 à 29 du fait de la création, au 1er janvier 2016, de la nouvelle commune de Theix-Noyalo.
Après avoir adhéré à la charte, quatre communes ont signé une convention pour être « commune associée », puis ont intégré le périmètre du parc par décret du 20 décembre 2018, portant le nombre de communes adhérentes à 33 :

Logo du PNR.

1. Baden[4] ;
2. Le Bono ;
3. Plougoumelen[5] ;
4. Treffléan.

Après avoir adhéré à la charte, deux nouvelles communes ont intégré le périmètre du parc par décret du 19 décembre 2022, portant le nombre de communes adhérentes à 35 :
1. Berric ;
2. La Trinité-Surzur.

## Historique
La démarche de création du parc démarre en 1994, le conseil régional de Bretagne délibérant en ce sens en 1999.
Le parc est officiellement créé par décret du Premier ministre Manuel Valls, le 2 octobre 2014, après avoir été signé par la ministre de l'Écologie, du Développement durable et de l'Énergie, Ségolène Royal, le 30 septembre.
Il est étendu à quatre nouvelles communes par décret du 20 décembre 2018 puis à deux par décret du 19 décembre 2022.

## Logo
Le logo du Parc est un Hippocampe moucheté sur fond vert. Il s'agit de l'un des deux hippocampes, avec celui à museau court qui vit dans le Golfe à proximité de fonds rocheux, de substrats meubles avec zostères (entre un et cinq mètres de profondeur).

## Quelques chiffres
En 2016, le parc s'étend sur 35 communes, totalement ou partiellement, totalisant environ 64 200 ha et 166 500 habitants. Il s'étend en outre sur 17 000 ha d'espaces maritimes.

#### Articles
- « Le Bono intègre le parc naturel régional du golfe », Ouest-France,‎ 26 septembre 2017 (lire en ligne).
- « Golfe du Morbihan. Baden et Plougoumelen rejoignent le parc naturel », Ouest-France,‎ 13 mai 2016 (lire en ligne).
- Hors-série Ouest-France, À la découverte du parc naturel du Golfe du Morbihan, Tugdual Ruellan, mai 2015.
- « Golfe du Morbihan. Il devient le 50e parc naturel régional de France », Ouest-France,‎ 4 octobre 2014 (lire en ligne).
- Stanislas Du Guerny, « Le parc du Golfe du Morbihan prend forme », Les Échos,‎ 6 juin 2014 (lire en ligne).
- Gabriel Simon, « Parc naturel du golfe. Oui majoritaire des communes », Le Télégramme,‎ 15 décembre 2013 (lire en ligne).
- « Parc naturel régional : pour la gauche, la guerre du Golfe… du Morbihan doit cesser », Ouest-France,‎ 23 novembre 2011 (lire en ligne).
- « Le parc naturel arrive en zone de turbulences », Ouest-France,‎ 8 novembre 2010 (lire en ligne).
- Gabriel Simon, « Le parc naturel du Golfe du Morbihan piétine », Le Monde,‎ 3 février 2008 (lire en ligne).
- Gabriel Simon, « Le golfe du Morbihan cherche à maîtriser l'urbanisation », Le Monde,‎ 4 avril 2003 (lire en ligne).